# Historia del uniforme del Club Deportivo Universidad de Concepción (fútbol)
La Indumentaria del Club Deportivo Universidad de Concepción es el utilizado por los jugadores del «Campanil» tanto en competencias nacionales como internacionales.
El club adoptó los colores representativos de la Universidad de Concepción, el azul y amarillo, que a su vez provienen del escudo de la ciudad de Concepción. El precursor del club, el Universitario, también vestía camiseta de color amarillo y pantalones azules.

## Uniforme titular
| 1994-97 | 1998-99 | 2000 | 2001-02 | 2003 | 2007-09 | 2010-11 | 2012 | 2013-14 |

| 2014 | 2014-15 | 2016-17 | 2017-18 | 2019 | 2020-21 | 2021 |

## Uniforme alternativo
| 1998-99 | 2000 | 2001-05 | 2007-09 | 2010-11 | 2012 | 2013-14 | 2014-15 | 2016-17 |

| 2017-18 | 2019 | 2020-21 |

## Tercer uniforme
| 1998-99 | 2001-05 | 2016-17 | 2020-21 |

## Uniformes especiales
| Sudamericana 2015 |

## Indumentaria y patrocinadores
| Período   | Proveedor |
| --------- | --------- |
| 1998-1999 | Avia      |
| 2000      | UdeC      |
| 2001-2003 | JCQ       |
| 2003-2011 | Lotto     |
| 2012-2014 | Penalty   |
| 2014-2015 | Dalponte  |
| 2016-2021 | KS7       |
| 2021-     | Capelli   |

| Período   | Patrocinador              |
| --------- | ------------------------- |
| 1995-1996 | NCR Corporation           |
| 1997      | CorpBanca                 |
| 1998-2000 | Frontel                   |
| 2002-2003 | Telefónica del Sur        |
| 2003-2005 | Metrópolis                |
| 2005-2006 | Salazar Israel            |
| 2006-2009 | Sparta Deportes           |
| 2008-2009 | Santa Isabel              |
| 2010-2012 | PF                        |
| 2012      | Bruno Fritsch             |
| 2013-2015 | PF                        |
| 2016-2018 | Universidad de Concepción |
| 2018-2019 | Salazar Israel            |
| 2019      | Algoritmos                |
| 2020-2021 | PF                        |
| 2021-     | Universidad de Concepción |